# يسون تيمور
يسون تيمور كان خانًا وثنيًا (حكم من 1338 إلى 1342) من خانية جغتاي. كان الشقيق الأصغر لجانغشي خان. اسمه يعني حرفيا «الحديد التاسع» في اللغة المنغولية.
من أجل تولي السلطة، قيل أن يسون تيمور قد سمم (قتل) أخيه. ثم ندم على فعلته وألقى باللوم على والدته في وفاة جانغشي. تسبب إثمه في أن يصبح شديد التوتر، وأدى ذلك إلى إفراطهُ في شرب الخمر. أطاح به علي سلطان آل أوقطاي عام 1342.